# Nick Ffrost
Nicholas Ffrost (Mackay, 14 agosto 1986) è un nuotatore australiano.

## Palmarès
- Olimpiadi

Pechino 2008: bronzo nella 4x200m sl.
- Mondiali.

Melbourne 2007: argento nella 4x200m sl.
Roma 2009: bronzo nella 4x200m sl.
- Mondiali in vasca corta

Shanghai 2006: argento nella 4x200m sl.
- Giochi PanPacifici

Victoria 2006: bronzo nella 4x200m sl.
Irvine 2010: bronzo nella 4x200m sl.
- Giochi del Commonwealth

Melbourne 2006: bronzo nella 4x200m sl.
Delhi 2010: oro nella 4x200m sl.
- Universiadi

Shenzhen 2011: bronzo nella 4x200m sl.